# Joan Font Bertolí
Joan Font Bertolí   (Vilanova i la Geltrú, 31 d'agost de 1985) és un ciclista català, membre de l'equip de BH Concept Barcelona. Actiu a la carretera principalment a nivell regional, també participa en esdeveniments paralímpics juntament amb Ignacio Ávila Rodríguez, discapacitat visual.

## Biografia

### Inicis i carrera individual
Durant la seva joventut Joan Font va provar diversos esports, com ara futbol, tennis taula i hoquei sobre patins. Amb 14 anys va començar a anar en bicicleta, primer sortint amb BTT els diumenges amb el seu pare o els seus amics. L'any següent, va abandonar l'hoquei i va optar per dedicar-se exclusivament al ciclisme de carretera. Va guanyar a la seva primera carrera i es va unir ràpidament a la selecció catalana.
S'inicià en el ciclisme en pista al 2001 amb el  Club Ciclista Velosprint. El 2003 va ser coronat campió d'Espanya del quilòmetre júnior. Encara en aquesta especialitat, es va classificar 10è al Campionat d'Europa i 12è al campionat del món en la seva categoria d'edat.
Joan Font es va unir a l'equip Fuerteventura-Canarias al 2008. Amb ell, va obtenir sis victòries, inclòs el "Criterium d'Empuriabrava". El 2009 es va unir a les files del club CJAM-CKT-Novatec. Novament victoriós en diverses ocasions, va guanyar el campionat de Catalunya de contrarellotge, el Gran Premi Òdena, així com el rànquing final de les Grans Clàssiques. A la Volta a Tarragona, fou tercer en una etapa i guanyà la classificació de la combativitat i els esprints especials. Amb aquests resultats, s'afirma al llarg dels anys com un dels millors ciclistes catalans a nivell de categoria elit.
Durant la temporada 2010 va guanyar el Trofeu Corte Inglès de Saragossa, una prova nacional, en vèncer a Sergi Escobar. Amb la selecció catalana fou subcampió d'Espanya de persecució per equips. Al 2011 va guanyar una desena de curses en carretera, inclòs el títol de campió de Catalunya en línia i la classificació final de la Copa Critèrium de Catalunya. En pista va repetir una bona actuació als Campionats d'Espanya, amb una medalla de bronze en la persecució per equips.
Sempre competitiu a la carretera, va guanyar durant l'estiu del 2013 el Trofeu Baix Penedés, disputat a Sant Jaume dels Domenys.
El 2014 va obtenir el seu primer èxit a principis de juny al Critèrium de Navàs, amb més d'un minut per davant del seu perseguidor més proper. Durant el mateix més de juny va guanyar la primera edició del Trofeu Nacional d'Andorra, a Andorra, així com la Clàssica Isaac Gàlvez, disputada en homenatge al ciclista Isaac Gálvez.
El 2016 es va proclamar campió de Catalunya de contrarellotge. Després de guanyar la primera etapa, guanyà la classificació general de la Volta a Tarragona al maig, reservada per a ciclistes de categoria màster.
Durant el 2017 va guanyar el Trofeu Vila d'Andorra la Vella, una competició que serveix de suport als campionats d'Andorra. Al desembre fou el guanyador en solitari de la Cursa del Gall Dindi, a Sant Pere de Ribes. Durant el més de juny 2018, Font aconsegueix el millor temps al campionat de la Comunitat Valenciana de la contrarellotge. En aquesta ocasió, es va situar per davant de Antonio Jesús Soto, guanyador de la Copa d'Espanya de Ciclisme, per sis segons. Una setmana després, va guanyar el títol de campió de Catalunya a la contrarellotge.

### Carrera en tàndem

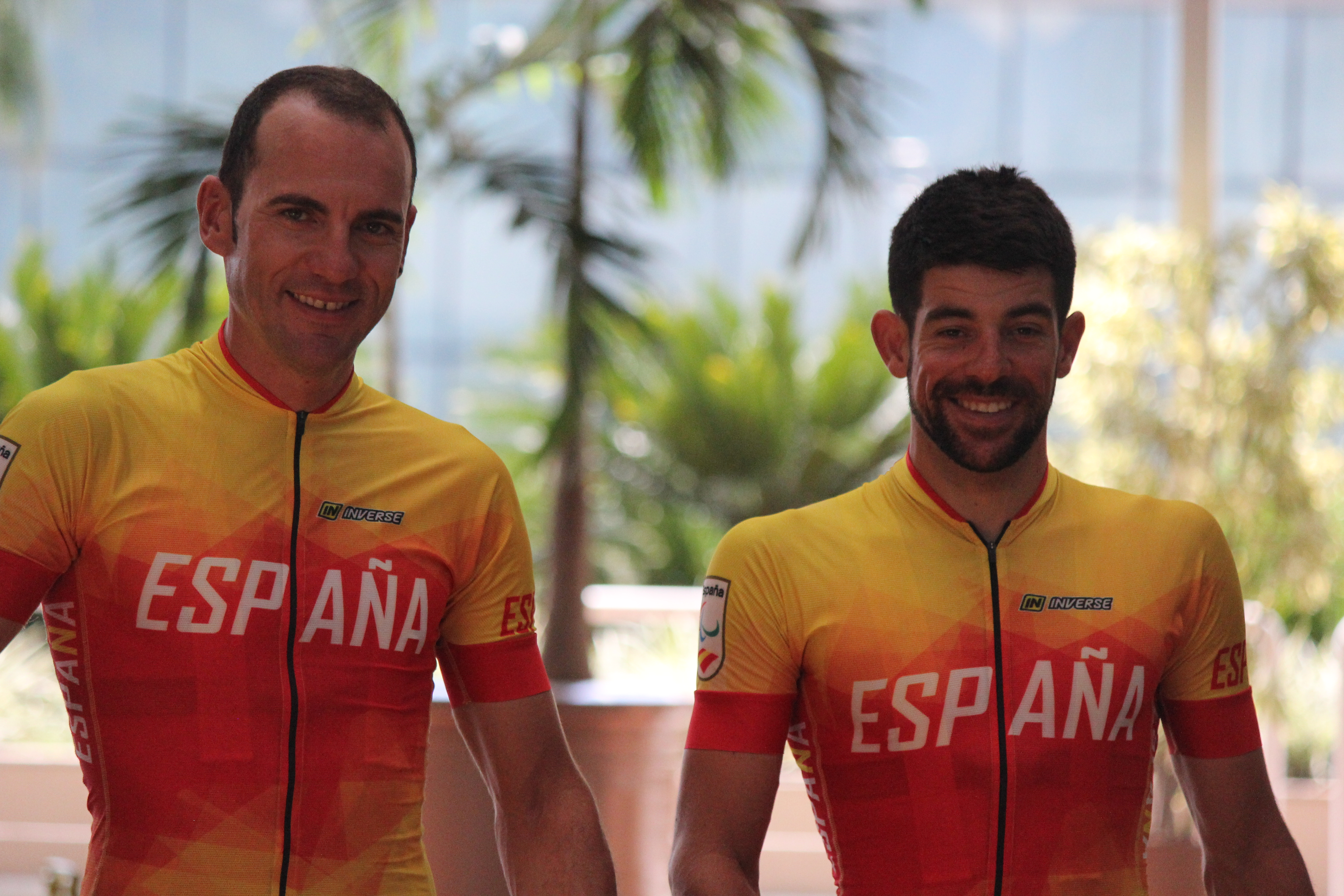
Ignacio Àvila i Joan Font el 2016.

A partir de 2013, Joan Font competeix en tàndem en proves paralímpiques com a pilot del seu compatriota Ignacio Ávila Rodríguez, amb discapacitat visual. Amb el seu nou company, es proclama campió d'Espanya de contrarellotge en tàndem.
A 2014, la parella Joan Font-Ignacio Àvila va guanyar la medalla de plata en la persecució al campionat del món de pista, en la primera participació en aquesta prova per a Joan Font. En aquesta ocasió van millorar el rècord espanyol de la disciplina, amb un temps de 4'12 633".
Als Jocs Paralímpics de 2016, el duet Font-Àvila va acabar per primera vegada fora del podi en la prova de la pista. Amb tot, van guanyar la medalla de plata en la cursa de carretera. El 2017 Font i Ávila es proclamaren campions del món de tàndem.
El 2019 van prendre part a la Titan Desert, on aconseguiren el millor resultat en la quarta etapa, entre Morzouga i M'ssici, de 119 quilòmetres i 1.031 metres de desnivell, en què finalitzaren en segona posició.

## Historial

### Campionats d'Espanya
- 2003
  -  Campió d’Espanya de quilòmetres júnior
- 2010
  -  2n del  Persecució per equips
- 2011
  -  3r del  Persecució per equips